# Arnicourt
Arnicourt è un comune francese di 172 abitanti situato nel dipartimento delle Ardenne nella regione del Grand Est.

## Società

### Evoluzione demografica
Abitanti censiti